# 호빗 (소설)
《호빗》(영어: The Hobbit)은 존 로널드 루엘 톨킨의 작품으로 호빗 빌보 배긴스(Bilbo Baggins)의 모험을 다룬 소설이다.

## 내용
샤이어에 사는 호빗 빌보 배긴스의 집에 어느 날 마법사 간달프가 찾아오고, 그에 의해 난쟁이들과 모험을 떠나게 된다. 그들은 함께 무서운 용 '스마우그'가 빼앗아간 보물을 되찾으러 가는데 모험의 길에서 빌보는 위기 때마다 놀라운 기지를 발휘하면서 자신의 재능을 점점 발견하게 된다. 결국 용의 둥지로 잠입할 묘수를 짜내던 빌보는 골룸이 간직하던 반지를 얻게 되고 스마우그의 화를 돋구어 둥지밖으로 나온 스마우그는 인간 지도자에 의해 죽는다. 또한 호빗에는 반지의 제왕의 절대반지를 빌보 배긴스가 갖게 된 경위가 설명되어 있다.

## 가운데땅 이야기와의 연관성
톨킨의 가운데땅의 역사를 다룬 소설 중에서 제일 먼저 집필된 소설이다. 당초 톨킨은 호빗을 가운데땅과 연관시키려고 하지 않았으나, 이후 후속편에 해당하는 반지의 제왕이 집필되면서 호빗의 내용은 제3시대의 가장 중요한 사건인 반지전쟁과 이어지게 되었다. 이에 따라서 호빗은 초판본과 이후 판본에 내용의 차이가 있다. 초판본에서 주인공인 빌보 배긴스는 골룸으로부터 절대 반지를 선물로 받지만, 이후 판본에서는 동굴을 헤매는 도중에 반지를 줍는 것으로 묘사되어 있다.

## 한국어 번역판
- 호비트, 김종철, 열음 (1979)
- 호비트 모험, 공덕용, 동서문화사 (1988, 1992)
- 호비트의 모험 1~2, 최윤정, 창작과비평사 (1989, 개정판 1991)
- 꼬마 호비트의 모험, 이동진, 열린 (1991)
- 호비트 1~2, 김석희, 시공주니어 (1999)
- 완역 반지제왕 0 호비트, 공덕용, 동서문화사 (중판 2002)
- 톨킨의 호빗, 데이비드 웬첼 그림, 이재우, 양소현, 비앤비 (2판 2002)
- 호빗 (일반), 이미애, 씨앗을뿌리는사람 (2002)
- 호빗 (양장), 이미애, 씨앗을뿌리는사람 (2002)
- 호비트의 모험, 공덕용, 동서문화사 (2004)
- 호빗 (일반), 이미애, 씨앗을뿌리는사람 (개정판 2007)
- 호빗 (만화), 데이비드 웬젤 그림, 이미애, 씨앗을뿌리는사람 (2009)
- 호빗 (양장), 이미애, 씨앗을뿌리는사람 (개정판 2010)